# Викинги (сезон 6)
Шестой и финальный сезон исторического драматического телесериала «Викинги», премьера которого состоялась 4 декабря 2019 года на канале History в Канаде. Сериал следует за подвигами легендарного вождя викингов Рагнара Лодброка и его соратниками, а позже за его сыновьями. Первый сезон сериала начинается в начале эпохи викингов, отмеченной налётом на Линдисфарн в 793 году.
Шестой сезон состоит из 20 эпизодов и разделён на 2 части; премьера второй половины состоялась в 2020 году. Сезон в основном сосредоточен на правлении конунга Бьёрна над Каттегатом, приключениях Ивара на Руси, а также последовавшем за ними последнем походе его с Харальдом и Хвитсерком в Англию. Дополнительная сюжетная линия разворачивается вокруг четвёртого сына Рагнара Уббы, отправившегося вместе с Торви сначала в Исландию, а оттуда вместе с Оттаром, Кетилем и другими переселенцами в Гренландию, а затем в Винланд.

## В ролях

### Основной состав
- Кэтрин Винник — Лагерта, воительница и бывшая жена Рагнара.
- Александр Людвиг — Бьёрн Железнобокий, сын Рагнара и Лагерты; конунг Каттегата.
- Джон Кавана — Провидец, сейд Каттегата.
- Алекс Хёг Андерсен — Ивар Бескостный, четвёртый сын ярла Рагнара и вейлы Аслауг.
- Марко Ильсё — Хвитсерк, второй сын Рагнара и Аслауг.
- Джордан Патрик Смит — Убба, старший сын Рагнара и Аслауг.
- Джорджия Хёрст — Торви, жена Уббы и бывшая жена Бьёрна
- Рагга Рагнарс — Гуннхильда, жена Бьёрна и королева Каттегата
- Эрик Джонсон — Эрик Рыжий, преступник, которого Бьёрн берёт под свою защиту.
- Данила Козловский — Вещий Олег, великий князь Руси[2]
- Петер Францен — Харальд Прекрасноволосый, первый конунг Норвегии.
- Рэй Стивенсон — Оттар, таинственный странник.
- Густаф Скарсгард — Флоки, одарённый судостроитель.
- Яспер Пяаккёнен — Хальвдан Чёрный, младший брат Харальда.

### Второстепенный состав
- Люси Мартин — Ингрид, рабыня Гуннхильды, ставшая женой Бьёрна
- Киран О'Райли[англ.] — Беловолосый, бывший телохранитель Ивара
- Кристи Дон Динсмор — Амма, воительница в Каттегате, которой нравится Хвитсерк
- Андрей Клод — Гонбатор, капитан Олега
- Элоди Карри — Аса, дочь Бьёрна и Торви
- Райан Хенсон — Хали, сын Бьёрна и Торви
- Адам Коупленд — Кетиль Плосконосый, вождь исландского поселения
- Ленн Кудрявицки — Дир, князь Новгорода и брат Олега
- Оран Глинн О’Донован — Игорь, наследник Киева
- Серена Кеннеди — Анна, жена Дира
- Стивен Беркофф — конунг Олаф Толстый
- Конн Роджерс — Канут, член двора конунга Олафа
- Ив Коннолли — Тора, убитая любовница Хвитсерка, являющаяся ему в галлюцинациях
- Джина Костиган — Руна, бывшая воительница в деревне Лагерты
- Дэвид Стерн — Гудмунд, старик в деревне Лагерты
- Кэти Монахан — Эйра, бывшая воительница в деревне Лагерты
- Пер Фредрик Осли[англ.] — посланец из торговой экспедиции Уббы
- Ойзин Мюррей — Тарбен, ребёнок в деревне Лагерты
- Эовинн Макканн — Скади, воительница под командованием Гуннхильды
- Алисия Агнесон — княжна Катерина, жена Олега (в 5 сезоне исполняла роль Фрейдис)
- Фредрик Хиллер — Торкелль Длинный, один из ярлов Норвегии и соперник Бьёрна
- Эми де Браун — Хрольф, один из ярлов Норвегии
- Мишаэль Лопес Кардосо — Хакон, один из конунгов Норвегии и соперник Бьёрна

### Приглашённые актёры
- Мартин Малони — Вигрид, спутник Ивара в путешествии
- Блейк Кубена — князь Аскольд
- Сэнди Кеннеди — Сильви, бывшая воительница в деревне Лагерты
- Нил Кири — Алексей, страж в Киеве
- Анна Мария Йопек — певица
- Марина Голодникова — Новгородская жена[источник не указан 1677 дней]

## Эпизоды
| Часть 1 |    |                                                                   |                  |             |                                   |     |
| 70 | 1  | «Новые начала» «New Beginnings»                                   | Стив Сент Леджер | Майкл Хёрст | 4 декабря 2019                    | TBA |
| Бьёрн Железнобокий принимает титул конунга Каттегата, пообещав его жителям править по законам Рагнара Лодброка, но сперва публично наказывает соратников Ивара, заклеймив и изгнав их в безлюдные места. Сам Ивар бежит на восток и по Шёлковому пути попадает в Киевскую Русь, которой правит молодой князь Олег. Лагерта, устав от ратных дел и смертей родных и близких, клянётся никогда больше не брать в руки меч и возвращается к прежней жизни земледельцев, решив основать новое поселение вместе с примкнувшими к ней «девами щита». Тем временем к Бьёрну прибывают послы Харальда с просьбой о помощи против захватившего его владения конунга Олафа, а Олег предлагает Ивару совместный поход на Каттегат. |    |                                                                   |                  |             |                                   |     |
| 71 | 2  | «Пророк» «The Prophet»                                            | Стив Сент Леджер | Майкл Хёрст | 4 декабря 2019                    | TBA |
| После долгих раздумий Бьёрн, невзирая на сомнения своей родни, соглашается помочь Харальду. Кетиль Плосконосый возвращается в Каттегат за новыми поселенцами для Исландии, и Убба расспрашивает его о новых землях на западе, изъявив желание перебраться туда с семьёй. Олег с Иваром отправляются в Новгород, где князь за участие в заговоре убивает своего брата Аскольда посредством яда, а второму брату Диру грозит, что если тот будет настраивать против него юного княжича Игоря, с ним «случится нечто ужасное». Гуннхильда замечает, что служанка Ингрид неравнодушна к Бьёрну, и предостерегает её от необдуманных действий. |    |                                                                   |                  |             |                                   |     |
| 72 | 3  | «Призраки, боги и бегущие собаки» «Ghosts, Gods and Running Dogs» | Стив Сент Леджер | Майкл Хёрст | 11 декабря 2019                   | TBA |
| Бьёрн обещает открыть Каттегат для мировой торговли и, наконец, сходится с колдуньей Ингрид, посулившей ему удачу, если он свяжет с ней свою судьбу. После того, как на мирную деревню Лагерты нападают воины - изгои, бывшие соратники Ивара, во главе со своим предводителем Беловолосым, ей приходится нарушить свою клятву, чтобы защитить вдов и оставленных с ней детей Бьёрна. Убба занимает место конунга Каттегата и объявляет о своём желании отправить Хвитсерка по Шёлковому пути искать новые торговые связи. Хвитсерк же ищет утешения в вине, повсюду видя призраки Ивара и казнённой им Торы. Олег с Игорем и Иваром возвращается в Киев, но, опасаясь козней Дира, хватает брата и сажает его, как пса, на цепь. Тем временем Бьёрн пытается внезапно напасть на конунга Олафа, но попадает в засаду и с большими потерями отступает. |    |                                                                   |                  |             |                                   |     |
| 73 | 4  | «Все заключённые» «All the Prisoners»                             | Дэвид Фрэйзи     | Майкл Хёрст | 18 декабря 2019                   | TBA |
| Чтобы достойно встретить разбойников, Лагерта укрепляет деревню и призывает к оружию всех, включая детей и стариков. Благодаря принятым мерам, первая атака воинов - изгоев оканчивается провалом. Олег снаряжает войско для похода на Каттегат, уготовив Бескостному роль своего вассала. Недовольный этим Ивар вступает в сговор с сидящим на цепи Диром и ловко переманивает на свою сторону юного Игоря. Убба вынужден отстранить спившегося Хвитсерка от торговой экспедиции на восток, заменив его рядовыми викингами. Тем временем осторожный Олаф освобождает своего пленника Харальда и предлагает собрать тинг для объединения Норвегии под властью единого конунга. |    |                                                                   |                  |             |                                   |     |
| 74 | 5  | «Ключ» «The Key»                                                  | Дэвид Фрэйзи     | Майкл Хёрст | 1 января 2020                     | TBA |
| Норвежские правители поддерживают призыв конунга Олафа и съезжаются на выборы. Узнав об опасности, грозящей детям Бьёрна, Гуннхильда с воительницами присоединяется к Лагерте. В Киеве Ивар устраивает бывшему князю Диру побег, что вызывает немалое беспокойство у подозрительного Олега, собравшегося уже в поход на Каттегат. Накануне войны Олег устраивает свою свадьбу, представив Ивару свою невесту княжну Катерину, как две капли воды похожую на покойную Фрейдис. Торговая экспедиция, узнав о пребывании Ивара в Киеве, незамедлительно докладывает о нём Уббе. Тем временем торжествующий Олаф, уверенный в победе лояльного ему Бьёрна, открывает голосование на выборах верховного конунга. Однако, вопреки его ожиданиям, Бьёрн проигрывает выборы коварному Харальду, очевидно, подкупившему остальных конунгов и ярлов. |    |                                                                   |                  |             |                                   |     |
| 75 | 6  | «Смерть и змей» «Death and the Serpent»                           | Дэвид Фрэйзи     | Майкл Хёрст | 8 января 2020                     | TBA |
| Коронованный в качестве конунга всей Норвегии Харальд тайно приказывает убить Бьёрна, и лишь благодаря предупреждению Кетиля и заступничеству наёмника Эрика Рыжего тому удаётся бежать. Воины - изгои учитывают ошибки первого штурма деревни Лагерты, но и защитники заблаговременно превращают её в лабиринт, в котором встречают свою погибель почти все нападавшие. В тяжёлом поединке Лагерта побеждает предводителя изгоев Беловолосого, но и сама получает сильную рану. Надеясь напоследок увидеть своего сына Бьёрна, она отправляется в Каттегат, где её, полуживую, убивает вконец обезумевший Хвитсерк, что приводит к исполнению пророчество вейлы Аслауг. |    |                                                                   |                  |             |                                   |     |
| 76 | 7  | «Ледяная дева» «The Ice Maiden»                                   | Стив Сент Леджер | Майкл Хёрст | 15 января 2020                    | TBA |
| Гуннхильда, Убба и Торви торжественно хоронят Лагерту с причитающимися ей как великой воительнице почестями, сын самой Лагерты Бьёрн же поспевает лишь к самому концу церемонии. Убба приказывает искать своего брата Хвитсерка по всему Каттегату, и Амма находит его замерзающим в лесу. Норвежские конунги и ярлы присягают на верность Харальду, кроме недовольного его победой Олафа. В Киеве тайный посланник приносит Ивару весть, что Дир в безопасности и передаёт ему для связи нательный крест. |    |                                                                   |                  |             |                                   |     |
| 77 | 8  | «Вальгалла подождёт» «Valhalla Can Wait»                          | Кэтрин Винник    | Майкл Хёрст | 22 января 2020                    | TBA |
| Бьёрн приговаривает сознавшегося в убийстве Лагерты своего единокровного брата Хвитсерка к сожжению, но заметив, как того радует собственная смерть, заменяет казнь на позорное изгнание. Исландцы с ликованием встречают приведённых Кетилем новых поселенцев во главе с Уббой и Торви. Гуннхильда объявляет, что согласна, чтобы Ингрид была второй женой Бьёрна. Потерявший всё Олаф становится почётным пленником и советником Харальда. Харальд готовится к будущим боям с несогласными с его избранием правителями, но сталкивается с иной опасностью: норвежские земли разоряет внезапно появившийся отряд разведчиков-русов. |    |                                                                   |                  |             |                                   |     |
| 78 | 9  | «Воскрешение» «Resurrection»                                      | Дэниел Гроу      | Майкл Хёрст | 29 января 2020                    | TBA |
| В Исландию прибывает странник по имени Оттар и рассказывает о существовании далеко на западе плодородной и богатой лесом «Золотой земли». Однако, совершённая Оттаром молитва за счастливый исход тяжёлых родов Торви, заставляет Уббу уличить его в тайной принадлежности к христианству. Последующий допрос выявляет, что в действительности Оттар — миссионер-неудачник по имени Этельстан, и лишь знание им маршрута к заокеанским землям и заступничество Торви, напомнившей мужу об их былом крещении, спасает таинственного странника от смерти. Столкнувшись с воинами - русами, Бьёрн понимает, что в одиночку с будущим нашествием ему не совладать и отправляет Эрика к Харальду с предложением военного союза, которое тот нехотя принимает. Отправившийся с новым отрядом разведчиков Ивар находит в лесу Хвитсерка и увозит его с собой в Киев. Олег проводит смотр своего войска, громогласно объявив, что предстоящий поход на Норвегию ознаменуется «концом язычества».                                                                                  |    |                                                                   |                  |             |                                   |     |
| 79 | 10 | «Самые лучшие планы» «The Best Laid Plans»                        | Дэниел Гроу      | Майкл Хёрст | 5 февраля 2020                    | TBA |
| На зов Харальда прибывают лишь немногие конунги. Бьёрн концентрирует доступные ему силы в месте возможной высадки десанта и укрепляет берега. Из-за тяжёлой работы Гуннхильда теряет своего ребёнка. Харальд предлагает Ингрид уйти от Бьёрна к нему, и, получив отказ, совершает акт сексуального насилия по отношению к колдунье. Ивар отвергает ухаживания Катерины, а также узнаёт, что она в курсе их с Диром заговора. Весной русы нападают именно там, где предполагал Бьёрн, и первоначально встречают ожесточённое сопротивление защитников Вестфольда. Но Ивар, связав норвежские дружины сражением с основным войском, совершает обходной манёвр через окаймляющие долину скалы и окружает противника. В жестокой сече получает тяжёлую рану Харальд, а Ивар пронзает своего единокровного брата Бьёрна своим мечом. Раненой в схватке с Олегом Гуннхильде чудом удаётся спастись. |    |                                                                   |                  |             |                                   |     |
| Часть 2 |    |                                                                   |                  |             |                                   |     |
| 80 | 11 | «Конунг конунгов» «King of Kings»                                 | Дэниел Гроу      | Майкл Хёрст | 30 декабря 2020 / 1 января 2021   | TBA |
| Олег празднует победу в захваченном русами Вестфольде и приказывает казнить бесполезного с его точки зрения конунга Олафа. Во время смертной казни последнего удаётся бежать другому пленнику — Харальду. Тяжелораненый Бьёрн ненадолго приходит в себя в Каттегате, но пришедший к нему на помощь конунг Хакон решается перейти на сторону русов, сообщив Олегу о смерти своего предводителя. Несмотря на предложение Хаконом своих услуг в дальнейшем покорении Норвегии, князь русов приказывает убить предателя. Ободрённые завоеватели движутся к Каттегату, но навстречу им выходит оживший Бьёрн во главе явившихся на его зов ярлов, не примкнувших к Харальду. Охваченные паникой русы терпят тяжёлое поражение в кровопролитной сече. Гуннхильда торжественно хоронит погибшего в бою Бьёрна и слагает о нём сагу. Тем временем в Исландии Убба со своей семьёй и сторонниками готовится к отплытию в «Золотые земли», а Кетиль объявляет о своём желании стать исландским конунгом.                                                                            |    |                                                                   |                  |             |                                   |     |
| 81 | 12 | «Всё меняется» «All Change»                                       | Дэвид Фрэйзи     | Майкл Хёрст | 30 декабря 2020 / 6 января 2021   | TBA |
| Олег возвращается в Киев, где, несмотря на поражение, планирует новый поход, целью которого является столица Византии Константинополь — средоточие богатых торговых путей. Но сперва он наводит порядок у себя дома, заявив юному Игорю, что тому пора повзрослеть и с этой целью приводит его на казнь воевод, виновных в поражении. Каттегату необходим новый правитель, и в качестве главных претендентов выступают старшая вдова Бьёрна Гуннхильда и младшая вдова Ингрид, якобы от него беременная. В Исландии Убба узнаёт о гибели брата, но, несмотря на это, добровольно отказывается от трона, решив отправиться к «Золотой земле». Подготовке экспедиции мешает неприязнь между Кетилем и Оттаром, не доверяющим друг другу. В Киеве коварная Катерина продолжает соблазнять Бескостного, сознательно принимая образ покойной Фрейдис. В итоге Ивар сообщает ей, что Дир стягивает силы для захвата Новгорода, куда намеревается затем доставить княжича Игоря.                                                                                                 |    |                                                                   |                  |             |                                   |     |
| 82 | 13 | «Сигнал» «The Signal»                                             | Дэвид Фрэйзи     | Майкл Хёрст | 30 декабря 2020 / 13 января 2021  | TBA |
| Гуннхильда и Ингрид выставляют свои кандидатуры на выборах правителя Каттегата, но в самый разгар их внезапно является со своими сторонниками Харальд и открыто объявляет о своём праве на престол. Исландцы выходят в море, в пути у Кетиля всё больше растёт неприязнь к Оттару, а в налетевшем на корабли шторме гибнет юная дочь Бьёрна и Торви Аса. Ивар получает знак от Дира и в день празднования Страстной Пятницы с помощью Хвитсерка и Катерины вывозит из города Игоря Рюриковича. |    |                                                                   |                  |             |                                   |     |
| 83 | 14 | «Потерянные души» «Lost Souls»                                    | Хелен Шейвер     | Майкл Хёрст | 30 декабря 2020 / 20 января 2021  | TBA |
| Похищенный из Киева юный Игорь прибывает в Новгород, где его радостно встречает князь Дир, готовящий поход на Киев. Харальд торжественно коронуется на трон Каттегата и предлагает свой союз вдовам Бьёрна. Убба с переселенцами пристают к незнакомому берегу, но это оказывается не обещанная Оттаром «Золотая земля», а холодная Гренландия, в которой нет ни деревьев, ни дичи, и лишь повсюду разбросан пла́вник. За неимением другого пристанища, поселенцы решают зазимовать здесь и разделить между собой эту бесплодную землю. Вскоре на участок Кетиля море выбрасывает мёртвого кита, но жадный Плосконосый решительно отказывается делиться едой с остальными. |    |                                                                   |                  |             |                                   |     |
| 84 | 15 | «В море» «All at Sea»                                             | Хелен Шейвер     | Майкл Хёрст | 30 декабря 2020 / 27 января 2021  | TBA |
| Спор из-за китовой туши перерастает в кровавую стычку, в которой обезумевшему Кетилю и его родичам удаётся отстоять свою добычу. Деморализованные остальные поселенцы во главе с Уббой и Оттаром покидают их, и на одном из кораблей уходят в море без всяких припасов. В Каттегате Ингрид соглашается стать женой короля Норвегии Харальда, но безутешная Гуннхильда предпочитает воссоединиться с покойным Бьёрном и на глазах у собравшихся жителей бросается в море. Подкупленная Диром киевская дружина не оказывает сопротивления новгородцам и присягает новому князю Игорю, по совету Ивара убивающему Олега Вещего из лука. На устроенном в честь победы пиру Катерина сообщает Ивару, что ждёт от него ребёнка. Тем не менее, Ивар с Хвитсерком решают вернуться в родной Каттегат. |    |                                                                   |                  |             |                                   |     |
| 85 | 16 | «Последняя надежда» «The Final Straw»                             | Пэдди Бретнэк    | Майкл Хёрст | 30 декабря 2020 / 3 февраля 2021  | TBA |
| Каттегат неласково встречает блудных братьев, один из которых оставил по себе память в качестве тирана - язычника, а другой вошёл в историю как убийца вдовы Рагнара. Однако дальновидный Харальд вступается за сыновей легендарного ярла Рагнара, решив использовать их в качестве опоры для своей власти в чужом городе. Между тем, амбициозный Ивар замечает, что мирная жизнь не идёт на пользу местным жителям поселения, и призывает мужчин вспомнить, что они викинги, у которых имеются счёты с королём англосаксов Альфредом. Вдохновлённый речами Бескостного народ с восторгом принимает предложение о походе в Англию и готовит мощный флот. Тем временем плывущий к «Золотой земле» Убба, ослабев вместе с Торви от жажды и голода и наблюдая, как постепенно умирают его люди, начинает терять веру в Оттара и в его рассказы о Новом Свете. |    |                                                                   |                  |             |                                   |     |
| 86 | 17 | «Плот Медузы» «The Raft of Medusa»                                | Пэдди Бретнэк    | Майкл Хёрст | 30 декабря 2020 / 10 февраля 2021 | TBA |
| Соскучившийся по военным походам король Норвегии Харальд собирается в поход с Иваром и Хвитсерком, оставив вместо себя править Эрика Рыжего и Ингрид. Отправляясь в Англию, он с горечью замечает, что последняя ему уже не верна. После отплытия конунга неосторожный Эрик начинает претендовать на его место в супружеском ложе, не приняв в расчёт коварство ведьмы, некогда проданной им в рабство. Мстительная Ингрид лишает Эрика Рыжего зрения. Альфред, получив известие о приходе викингов в Уэссекс, вывозит королевский двор в хорошо укреплённый Чичестер, а Ивар берёт под контроль окрестности Эдингтона, где можно отслеживать все передвижения противника. Тем временем полуживые Убба и его спутники наконец-то добираются до обещанной Оттаром «Золотой земли». |    |                                                                   |                  |             |                                   |     |
| 87 | 18 | «Это лишь магия» «'It's Only Magic'»                              | Стив Сент Леджер | Майкл Хёрст | 30 декабря 2020 / 17 февраля 2021 | TBA |
| Земли Винланда превосходят самые смелые ожидания викингов: насколько хватает взора, вокруг простираются густые леса, изобилующие плодами и непуганым зверьём. Но вскоре осторожный Оттар, а затем и все остальные, замечают присутствие там местного населения. По едва заметной лесной тропе пришельцы попадают в индейскую деревню, где встречаются лицом к лицу с её воинственными жителями. В Уэссексе король Альфред собирает силы, но приступ неведомой болезни сводит его в постель. Ивар излагает Харальду и Хвитсерку свой хитроумный способ победить англосаксов. Каттегат под властью Ингрид продолжает укрепляться, получив известие о наступлении христианства и недавнем крещении конунга данов Харальда Синезубого. Деморализованный и ослепший Эрик предлагает своему рабу Орлику свободу за убийство колдуньи Ингрид. |    |                                                                   |                  |             |                                   |     |
| 88 | 19 | «Дары Господа» «The Lord Giveth...»                               | Стив Сент Леджер | Майкл Хёрст | 30 декабря 2020 / 24 февраля 2021 | TBA |
| Нерешительный раб сообщает о заговоре служанке Ингрид, которая раскрывает заговор, убив слепца Эрика Рыжего вилами после совершённого сексуального акта. Нанятый Эриком убийца также лишается жизни. Под Эдингтоном Ивар заманивает саксов в многочисленные ловушки, и пока Альфред сражается, предпринимает неудачную попытку захватить в плен королеву Эльсвиту. Из-за тумана войскам приходится разойтись, и заблудившегося Харальда убивает саксонский военачальник. Перед смертью к Прекрасноволосому является призрак покойного брата Хальвдана, зовущего его в Вальгаллу, и смертельно раненый Харальд закалывает своего убийцу кинжалом. «Скрелинги» не нападают на явившихся к ним в селение незваных гостей, которых приветствует индейский матриарх (сагамау) Пекетауле. Общаясь с последней, Оттар замечает, что ей немного знаком язык викингов. На вопрос Уббы, Пекетауле отвечает, что её научил их языку некий «безумец», после чего индейцы отвозят своих гостей на пирогах к живущему на другом берегу отшельнику, которым оказывается пропавший Флоки. |    |                                                                   |                  |             |                                   |     |
| 89 | 20 | «Последний акт» «The Last Act»                                    | Стив Сент Леджер | Майкл Хёрст | 30 декабря 2020 / 3 марта 2021    | TBA |
| Один из спутников Уббы по имени Нат замечает у индейцев золото, и в поисках богатств тайно проникает в хижину сагамау, убив её сына Вейджиту. Раздосадованный Убба принимает решение казнить преступника, но разочаровавшиеся в пришельцах «скрелинги» предупреждают скандинавов, что не собираются уступать им свою землю. Тем временем Ивар Бескостный находит себе славную смерть в битве под Эдингтоном против англосаксов. Хвитсерк заключает с врагом мир и после торжественных похорон брата принимает крещение из рук короля Альфреда, нарекающего своего крестника Этельстаном. Колдунья Ингрид становится единовластной правительницей Каттегата, дни язычества в котором, однако, сочтены. На берегу Атлантического океана встревоженный Убба бесплодно вопрошает о будущем отрешившегося от мира бывшего соратника ярла Рагнара Флоки. |    |                                                                   |                  |             |                                   |     |

## Производство

### Разработка
Разработкой и производством шестого сезона «Викингов» занялись компании TM Productions и Take 5 Productions под начальством Metro-Goldwyn-Mayer. Морган О’Салливан, Шейла Хокин, Шерри Марш, Алан Гасмер, Джеймс Флинн, Джон Уэбер и Майкл Хёрст указаны в качестве исполнительных продюсеров. Продюсерами этого сезона стали Кит Томпсон (1-4 эпизоды). Билл Годдард и Шеймас МакИнерни выступили сопродюсерами.
В производственную команду этого сезона входят режиссёры кастинга Фрэнк и Нуала Мойселл, художник по костюмам Сьюзан О’Коннор Кейв, супервайзер визуальных эффектов Доминик Ремейн, дизайнер трюков Ричард Райан, композитор Тревор Моррис, художник-постановщик Марк Герати, монтажёры Аарон Маршалл для первого и четвёртого эпизодов, Тэд Сиборн для второго эпизода и Дэн Брисено для третьего эпизода, и операторы Питер Робертсон (1-3 эпизоды) и Оуэн Макполи (4 эпизод).
Режиссёром восьмого эпизода, «Вальгалла подождёт», стала Кэтрин Винник, которая играет Лагерту в сериале.

### Кастинг
В сентябре 2017 года было объявлено, что российский актёр Данила Козловский присоединится к второстепенному актёрскому составу в шестом сезоне в роли Вещего Олега, варяжского правителя восточных славян в X веке.

### Музыка
Музыку к шестому сезону сочинил Тревор Моррис в сотрудничестве с Эйнаром Селвиком. Заставку титров вновь сопровождает песня «If I Had a Heart» Fever Ray.